# Cinema strutturale
Il Cinema strutturale o film strutturale fu un movimento di cinema sperimentale diffuso negli USA negli anni '60 ed evolutosi nel Regno Unito degli anni '70 nel movimento cinematografico strutturale-materialista

## Definizione
Il termine fu coniato da P. Adams Sitney, che notò come alcuni artisti (Michael Snow, Hollis Frampton, Owen Land, Paul Sharits, Tony Conrad, Joyce Wieland, Ernie Gehr, Birgit Hein e Wilhelm Hein, Kurt Kren e Peter Kubelka), evolsero, prendendone le distanze, da forme cinematografiche più complesse di autori come Sidney Peterson e Stan Brakhage. Gli artisti del Cinema strutturale perseguirono invece forme filmiche più semplificate. Cruciale in questo tipo di film era più la forma che il contenuto narrativo.
Il termine "strutturale" non va confuso con il termine strutturalismo, usato in linguistica, psicologia e filosofia.

## Caratteristiche
Sitney identifica quattro caratteristiche formali generalmente presenti nel film strutturale.
- Camera fissa
- Effetto flicker
- Stampa in loop
- Rifotografia

George Maciunas notò che queste caratteristiche sono presenti anche nei film di Fluxus.